# Shirley Clay
Shirley Clay (Charleston (Missouri), 1902 - New York, 7 februari 1951) was een Amerikaans jazztrompettist en kornettist.

## Biografie
Clay was afkomstig uit het Middenwesten en begon zijn loopbaan omstreeks 1920 in en rond St. Louis, waar hij met de Synco Jazzers van John Williams speelde. Halverwege de jaren twintig vertrok hij naar Chicago, waar hij kornet speelde bij Carroll Dickerson en de Bigband van Clifford King. Als sessiemuzikant was hij eind jaren twintig actief voor Richard M. Jones' Jazz Wizards. Hij begeleidde met deze band tijdens opnames ook blueszangeressen als Chippie Hill, Hattie McDaniels en Sara Martin. In die tijd werkte hij tevens met Artie Starks’ Hot Five, Preston Jackson and His Uptown Band, Ma Rainey en Elzadie Robinson („Humming Blues“). In 1929 nam hij deel aan de eerste opnames van Earl Hines' orkest voor het label Victor. Hij speelde verder met Harry Dial (1930), Don Redman (in New York, 1932-36), Harlan Lattimore and His Connie's Inn Orchestra (1932), Ben Pollack (1933), Benny Goodman (1934), Claude Hopkins, Lil Armstrong (1937), Ethel Waters/Eddie Mallory (1938/39) en in 1940 (opnieuw) met Earl Hines.  In de periode 1926-1940 deed hij aan 64 opnamesessies mee, waaronder opnames van Billie Holiday, Ida Cox en de Boswell Sisters.  
In het begin van de jaren veertig speelde hij in de groepen van Horace Henderson, Leon Abbey en (een combo van) Cootie Williams; Tevens maakte hij opnames met Cab Calloway. In zijn laatste jaren leidde hij met Edgar Battle een bigband en werkte hij met Manzie Johnson, Harry Dial en de Mills Brothers.